# Доувър (Ню Хампшър)
Вижте пояснителната страница за други значения на Доувър.
Доувър (на английски: Dover) е град в САЩ, щата Ню Хампшър. Административен център е на окръг Страфорд. Според преброяването през 2010, населението на града е 31 398 души (по приблизителна оценка от 2017 г.).